# Portage (Wisconsin)
Portage è una città del Wisconsin (Stati Uniti), sede della contea di Columbia.
Prende nome dalla Fox-Wisconsin Waterway, una rotta di terra tra i fiumi Fox e Wisconsin, che fu scoperto da Jacques Marquette e Louis Joliet durante la loro esplorazione del corso del  Mississippi nel 1763. 
È stato un avamposto militare dell'esercito statunitense noto con il nome di Fort Winnebago.
Vi nacque il celebre storico Frederick Jackson Turner, ideatore della cosiddetta "tesi della frontiera".